# Tata Winger
Tata Winger - мікроавтобуси індійської компанії Tata Motors, що виготовляються з 2007 року. Вони розроблені на основі Renault Trafic першого покоління.

## Перше покоління (2007-2019)
Winger пропонувався в шести варіантах і двох конфігураціях сидінь: довга або коротка колісна база, версії з високим і низьким дахом, а також версії спеціалізованої машини швидкої допомоги та шкільного автобуса, а також простий панельний фургон. Вершина асортименту – це плоский дах, варіант із кондиціонером – десятимісний, тоді як решта п’ять версій пропонуються як 13- або 14-місні, тобто загальна кількість варіантів становить 11.
Winger оснащений модифікованою версією 2,0-літрового дизельного двигуна, який пропонується на Tata Sumo. Цей двигун об’ємом 1948 куб.см поставляється з версією з турбонаддувом і проміжним охолодженням (TCIC) у всіх варіантах, за винятком фургона Winger початкового рівня меншої довжини.
Версія двигуна без турбонаддуву розвиває пікову потужність 68 к.с. (50 кВт) порівняно з 90 к.с. (66 кВт), які видає версія TCIC. Winger відповідає стандартам викидів Bharat Stage VI, за винятком базового варіанту, який відповідає вимогам BS-VI. Модель швидкої допомоги була сертифікована відповідно до стандартів BS-IV.

## Друге покоління (2020- )
Друге покоління Tata Winger пропонується з трьома колісними базами (2800, 3200 і 3488), двома висотами даху і чотирма варіантами використання. Доступні варіанти як з кондиціонером, так і без нього. Місткість варіюється від 9 до 20 місць. Вінгер оснащується 2,2-літровим турбодизельним двигуном, сумісним з BS-VI (Євро-6), потужністю 99 к.с. і 200 Нм крутного моменту. Він використовує сухе зчеплення з напівгідравлічним приводом.